# Hémione
Equus hemionus
Espèce
Répartition géographique
Statut de conservation UICN

 NT  : Quasi menacé
Statut CITES
Statut CITES
L'Hémione (Equus hemionus), Onagre ou âne sauvage d'Asie est une espèce de mammifères appartenant à la famille des Équidés. C'est un âne sauvage répandu autrefois dans une grande partie de l'Asie, du Moyen-Orient à la Chine.
Il ne survit plus à l'état sauvage que dans des isolats désertiques en Mongolie et dans les régions chinoises frontalières, en Asie centrale (Turkménistan, Kazakhstan), en Iran, en Chine dans les monts Kunlun au nord du plateau tibétain et dans le Nord de l'Inde, où il souffre de la concurrence humaine, en particulier du fait du pastoralisme, ainsi que du braconnage, de la fragmentation de son habitat et de la raréfaction des ressources naturelles (eau et pâtures). À l'exception de la Mongolie, et dans une moindre mesure de l'Inde du nord, les populations sont peu importantes et considérées comme très menacées.
Divers projets de réintroduction ont été menés ou sont en cours et il existe des populations réintroduites dans la nature, comme dans le désert du Néguev ou en Ouzbékistan.

## Description
L'Hémione mesure entre 1,2 m et 1,40 m au garrot et pèse de 300 à 350 kg. Sa robe est beige clair, ses jambes sont sans rayures, il possède une raie noire le long de la colonne vertébrale et le ventre et le bout du nez sont blancs, comme l'Âne sauvage d'Afrique.

## Habitat
L'Hémione vit dans des zones désertiques ou semi-désertiques en Chine, Mongolie, Inde et Asie centrale.

## Sous-espèces
Il existe six sous-espèces :

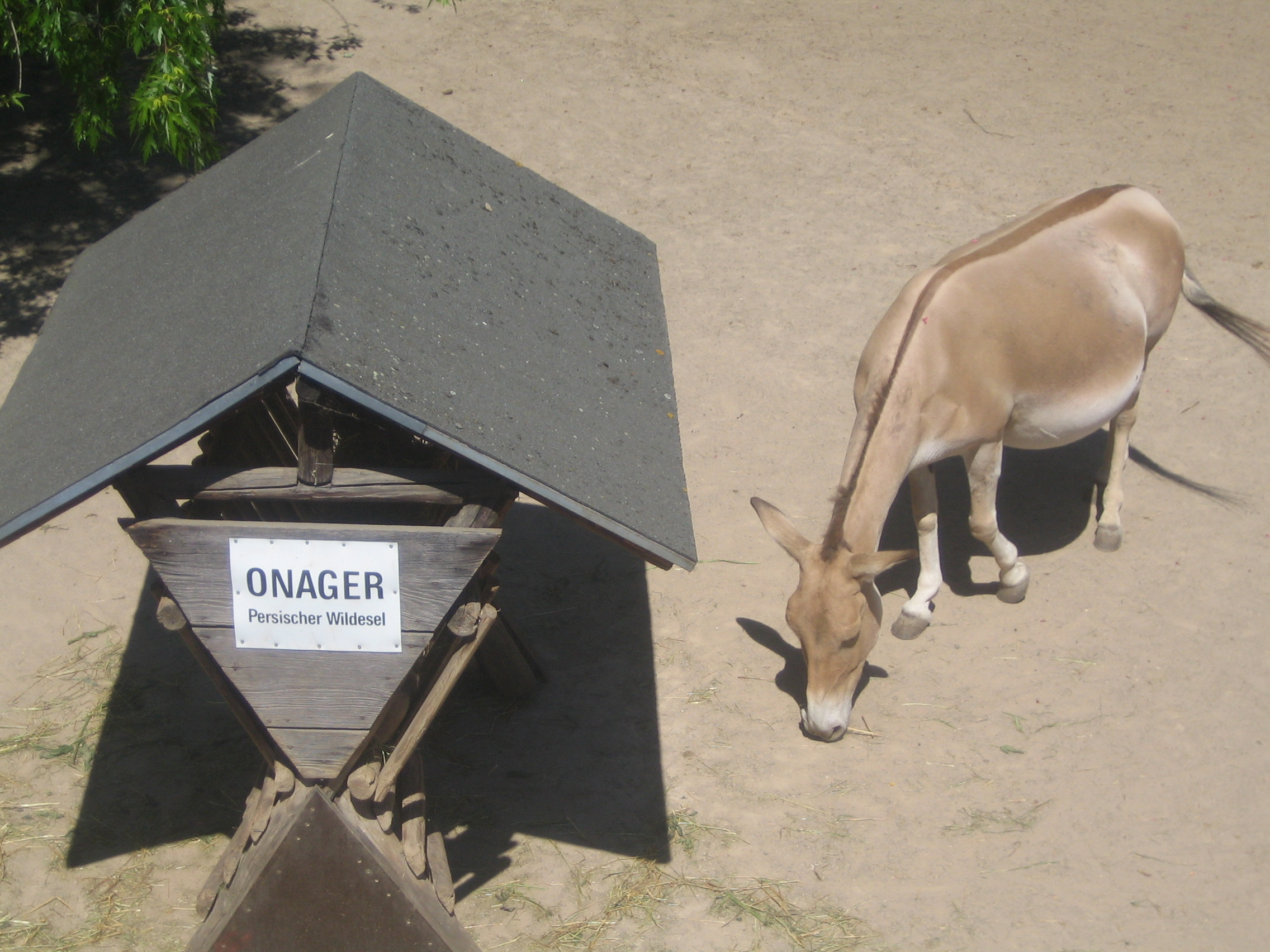
Onagre de Perse au zoo de Cologne.

1. Equus hemionus hemionus (Pallas 1775) - Hémione de Gobi, Hémione de Mongolie ou Âne sauvage de Mongolie - Mongolie - sous-espèce en danger (CITES I) ;
2. Equus hemionus luteus (Matschie 1911) - Mongolie - sous-espèce en danger (Cites I) ;
3. Equus hemionus kulan (Groves et Mazak 1967) - Kulan - Turkménistan et Kazakhstan - sous-espèce en danger critique (CITES II) ;
4. Equus hemionus onager (Boddaert 1795) - Onagre ou Onagre de Perse - Iran - sous-espèce en danger critique (CITES II) ;
5. Equus hemionus khur (Lesson 1827) - Onagre de l'Inde, Onagre de Khur ou Ghorkhar - Nord-Ouest de l'Inde - sous-espèce en danger (Cites I) - 2 839 animaux au recensement de 1999, en augmentation ;
6. Equus hemionus hemippus - Hémippe de Syrie, Hémippe, Achdari ou Âne sauvage de Syrie - sous-espèce vivant en Syrie, éteinte en 1927. Parfois présentée comme une espèce à part, Equus hemippus, ce qui semble douteux[réf. nécessaire].

Il est à noter que certains auteurs regroupent certaines sous-espèces. Ainsi, Shirevdamba et al. (1997) regroupent les deux sous-espèces mongoles Equus hemionus hemionus et Equus hemionus luteus en une seule sous-espèce, Equus hemionus hemionus. Ainsi également, Oakenfull et al. (2000) envisagent (sans trancher totalement), la fusion d’E. h. onager et d’E. h. kulan. Il est donc possible que les 6 sous-espèces couramment acceptées ne soient en fait que 4.
À l'inverse, certains auteurs ont fait d’Equus kiang une sous-espèce d’Equus hemionus : Equus hemionus kiang. Cependant, comme l'indique le rapport de l'UICN de 2002, « il est désormais largement accepté, d'après les analyses morphologiques ainsi que des chromosomes et de l'ADN mitochondrial, que l'âne sauvage du Tibet, ou Kiang (Equus kiang), est une espèce spécifique (Ryder et Chemnick, 1990) ».
Selon l'historien Thierry Murcia, la mule de Libye (parfois également appelée "âne de Libye"), autrefois très appréciée pour ses qualités, et que mentionnent diverses sources antiques, serait issue du croisement entre un onagre et une jument.

### Hybridation

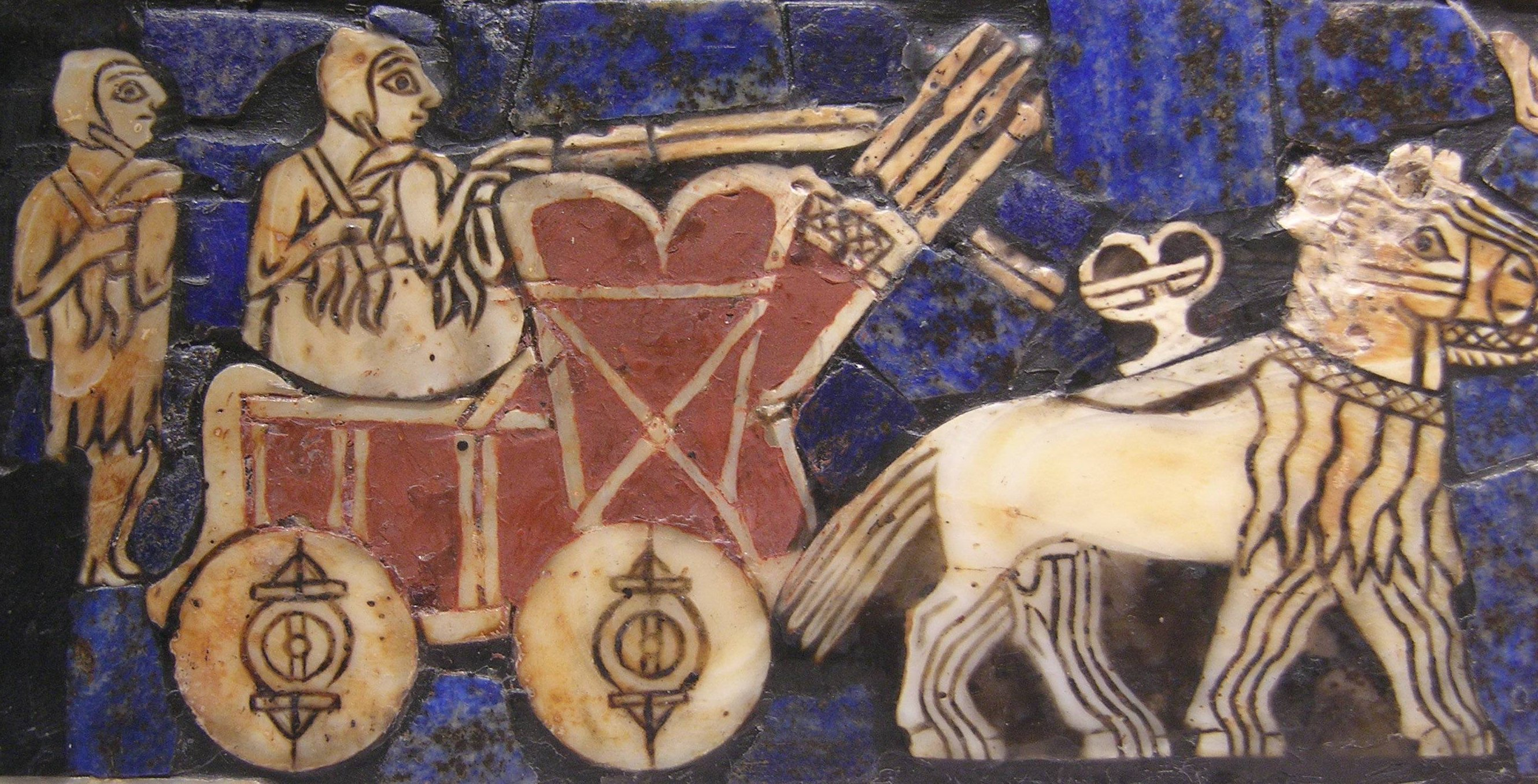
Détail de l'étendard d'Ur (vers 2500 av. J.C.), British Museum.

Les Mésopotamiens des périodes d'Uruk et des dynasties archaïques connaissaient un équidé, le kunga, auquel ils accordaient une grande valeur pécuniaire, son prix pouvant atteindre jusqu'à six fois celui d'un âne. Une récente étude génétique a montré que le kunga était un hybride d'un mâle hémione et d'une ânesse domestique.

## Arts et littérature
Dans la Bible (hébreu: פרא, grec : onos agrios / όνος άγριος), l'onagre représente la faune du désert (Daniel 5, 21 et al.) ; Ismaël est comparé à un onagre (Genèse 16, 12), il peut être lui aussi éprouvé par la sécheresse (Jérémie 14, 6), Dieu lui envoie les eaux qui désaltèrent (Psaume 103, 11). 
Dans le verset 50 de sa 74e sourate (Al-Muddathir, « Celui qui est revêtu d'un manteau »), le Coran décrit les négateurs polythéistes, qui se « détournent du Rappel » et rejettent les avertissements de Dieu (Allah), « comme des onagres épouvantés, s'enfuyant devant un lion ».
En Europe, le mystérieux onagre indien a longtemps passé pour une créature merveilleuse dans les bestiaires, souvent confondu avec le mythe de la licorne : 

« Dans les marais qui bordent le fleuve on prend des onagres. Ces animaux ont sur le front une corne, dont ils se servent pour combattre à la manière des taureaux, et cela avec beaucoup de courage. Les Indiens font de ces cornes des coupes, et leur attribuent des propriétés merveilleuses : il suffit d'avoir bu dans une de ces cornes pour être pendant tout le jour à l'abri de toute maladie, pour ne pas souffrir d'une blessure, pour traverser impunément le feu, pour n'avoir rien à craindre des poisons les plus violents : ces coupes sont réservées aux rois, et les rois seuls font la chasse à l'onagre. Apollonius dit avoir vu un de ces animaux, et s'être écrié : « Voilà un singulier animal ! » Et comme Damis lui demandait s'il croyait à ce que l'on contait des cornes de l'onagre, il répondit : « Je le croirai quand on me montrera quelqu'un de ces rois de l'Inde qui ne soit pas mortel. Lorsqu'un homme peut me présenter, ou présenter au premier venu une coupe qui, loin d'engendrer les maladies, les éloigne, comment supposer qu'il ne commence pas par s'en verser à longs traits jusqu'à s'enivrer ? Et en vérité personne ne pourrait trouver mauvais qu'on s'enivrât à boire à une telle coupe. »

— Philostrate d'Athènes (IIe siècle), Vie d'Apollonius de Tyane. 

« J’ai appris qu’il naissait en Inde des onagres dont la taille n’est pas inférieure à celle des chevaux. Tout leur corps est blanc, sauf leur tête, qui se rapproche du pourpre, et leurs yeux, qui diffusent une couleur bleu foncé. Ils ont sur le front une corne qui atteint bien une coudée et demie de long : la base de la corne est blanche, la pointe rouge vif, et la partie médiane d’un noir profond. (…) d’après Ctésias, les ânes indiens qui possèdent une corne (…) sont plus rapides que les ânes, et même plus rapides que les chevaux et les cerfs (…). Voici jusqu’où va la force de ces animaux : rien ne peut résister à leurs coups et tout cède et, le cas échéant, est complètement broyé et mutilé. Il leur arrive même fréquemment de déchirer les flancs de chevaux, en se ruant sur eux, et de leur faire sortir les entrailles (…). Il est pratiquement impossible de capturer un adulte vivant, et on les abat avec des lances et des flèches (…). »

— Élien (IIIe siècle), La Personnalité des animaux.
La peau de chagrin évoquée dans le roman d'Honoré de Balzac est une peau d'onagre, dont le pouvoir magique d'exaucer tous les souhaits est dramatiquement assorti d'une terrible malédiction : à chaque souhait ou vœu exaucé, la peau se rétrécit, diminuant d'autant l'espérance de vie de la personne qui la possède. Balzac donne dans son ouvrage une description très savante de l'onagre et émet des hypothèses sur l'origine du nom de sa peau.
L'hémione est l'animal décrit dans la 3e partie de l'œuvre musicale Le Carnaval des animaux de Camille Saint-Saëns.